# Kettingsnoek
De kettingsnoek (Esox niger) is een straalvinnige vissensoort uit de familie van de snoeken (Esocidae). De wetenschappelijke naam van de soort is gepubliceerd in 1818 door Lesueur.